# Marina Łogwinienko
Marina Wiktorowna Łogwinienko, z domu Dobranczewa (ros. Марина Викторовна Логвиненко, z d. Добранчева; ur. 1 września 1961 w Szachtach) – rosyjska strzelczyni specjalizująca się w konkurencjach z pistoletem.

## Biografia
Marina urodziła się w Szachtach. Uczestniczyła w czterech igrzyskach olimpijskich i zdobyła pięć medali. Na Igrzyskach Olimpijskich w 1992 roku wygrała obie konkurencje z pistoletem: 10 m z pistoletu pneumatycznego oraz 25 m z pistoletu sportowego. Jest jedyną zawodniczką, która zdobyła dwa złote medale w strzelectwie na jednych igrzyskach olimpijskich.